# Mimboman
Mimboman est un quartier semi résidentiel et populaire de la ville de Yaoundé, capitale du Cameroun, situé dans l’arrondissement de Yaoundé IV.

## Historique
Mimboman signifie se rencontrer en langue beti. C'était un lieu de rassemblement des patriarches  venant des différents clans et tribus. Autrefois Mimboman avait la dénomination d'Emombonom qu'on avait attribué aux premiers habitants du site. À cause des différentes contraintes, Emombo est devenu Mimboman qui vient du diminutif verbal boman donc se rencontrer. Jusqu'aujourd'hui ce quartier est un lieu de rassemblement, une plate-forme de concertation. C'était un lieu de rassemblement de plusieurs tribus béti comme des Mvog Belinga, Embon, Mvog Mbi, Mvog Ebanda qui venaient débattre les problèmes d'intérêts communs. Il y  avait un conseil des sages qui se réunissait.

## Géographie
Mimboman est limitrophe par certains quartiers comme Emombo, Nkoabang, Biteng. C'est un point de convergence des eaux des affluents de différents cours d'eau comme Ewoe, Seng, Fulu, Mendib Vini. Ces différentes rivières font que Mimboman soit considéré comme un véritable château d'eau de la ville.

## Éducation

### Établissements primaires
- École Primaire John Kennedy
- École maternelle et primaire bilingue Rosi & Marina[2]
- École Publique de Mimboman[3]
- Centre éducatif bilingue Alain et Nicaise (CEBAN)
- Groupe scolaire bilingue Princesse Maya[4]
- Groupe scolaire bilingue John Kennedy
- Complexe scolaire bilingue Les Séraphins
- École maternelle et primaire inclusive PROMHANDICAM[5]
- Victory Educational Centre[4]

### Établissements secondaires
- Lycée Bilingue de Mimboman[6],[7]
- Institut Zang Mebenga[8]

## Transport
- Gare routière de Mimboman[9]

## Santé
- Dispensaire de Mimboman[10]
- Centre de santé Notre Dame de la Compassion[11]
- Centre médical Rosa Parks
- Centre de santé Saint Josue de Melta
- Mercy Health Centre Ste Therese
- Centre de santé Marie-Merveille
- Centre médical de la CAMNAFAW[12]
- Centre national d'optométrie Mimboman[13]
- Centre médical spécialisé du 10e groupement des sapeurs-pompiers
- Pharmacie de la capitale
- Pharmacie Aumacha[14]
- Pharmacie la flèche[15]

## Administration publique
- FEICOM[10]